# Lijst van voetbalinterlands Centraal-Afrikaanse Republiek - Tsjaad (vrouwen)
Deze lijst van voetbalinterlands is een overzicht van alle officiële voetbalinterlands tussen de nationale vrouwenteams van de Centraal-Afrikaanse Republiek en Tsjaad. De landen hebben tot nu toe één keer tegen elkaar gespeeld.

## Wedstrijden
| № | Plaats  | Datum            | Competitie               | Wedstrijd                              | Uitslag |
| - | ------- | ---------------- | ------------------------ | -------------------------------------- | ------- |
| 1 | Mongomo | 18 februari 2020 | UNIFFAC Women's Cup 2020 | Centraal-Afrikaanse Republiek − Tsjaad | 0 − 0   |

## Samenvatting
| Competitie          | Totaal gespeeld | Winst Centraal-Afrikaanse Republiek | Gelijk | Winst Tsjaad | Doelsaldo Centraal-Afrikaanse Republiek – Tsjaad |
| ------------------- | --------------- | ----------------------------------- | ------ | ------------ | ------------------------------------------------ |
| UNIFFAC Women's Cup | 1               | 0                                   | 1      | 0            | 0 − 0                                            |
| Totaal              | 1               | 0                                   | 1      | 0            | 0 − 0                                            |